# Poštar (film)
Poštar (italijansko Il postino) je italijanski film, posnet leta 1994, ki pripoveduje o kratkotrajnem prebivanju čilskega pesnika Pabla Nerude na italijanskem otoku Salina, kjer preprostega domačina Maria Ruoppola navduši nad poezijo.
Scenaristi Anna Pavignano, Michael Radford, Furio Scarpelli, Giacomo Scarpelli in Massimo Troisi so za osnovo vzeli roman Ardiente Paciencia (Goreča potrpežljivost) čilskega pisatelja Antonia Skármete, ki se dogaja v začetku 70. let v Nerudovi hiši Casa de la Isla Negra. Po istem romanu je Troisi posnel film že leta 1983, ki se ravno tako dogaja v Čilu. Pri scenariju za Poštarja pa so dogajanje prestavili na italijanski otok Procida in v čas 50. let, ko je Pablo Neruda moral pred Videlovim režimom pobegniti iz Čila in je nekaj časa tudi zares bival na Capriju.
Scenarist in igralec glavne vloge Massimo Troisi je ves čas odlagal operacijo srca, da bi lahko do konca posnel film. Le dan po končanem snemanju je umrl zaradi srčnega napada.

## Zgodba
Pesnik Pablo Neruda, ki je moral zbežati iz Čila, je v začetku 50. let potoval in bival v Evropi. Nekaj časa je prebil tudi v vili zgodovinarja Edwina Ceria na takrat še ribiškem in še ne mondenem (npr. zaradi močno okrnjene oskrbe z vodo) italijanskem otoku Procida. Ker se je zaradi njega močno povečal promet s poštnimi pošiljkami, je tamkajšnja pošta zaposlila dodatnega pismonošo, ki bi raznašal pošto izključno Nerudi. Delo dobi sramežljivi Mario Ruoppolo, sin revnega ribiča. Sčasoma se z Nerudo spoprijateljita in pesnik ga navduši nad poezijo in mu pomaga osvojiti najlepšo vaščanko, krčmarico Beatrice Russo. Kmalu po poroki, kjer je kljub začetnemu duhovnikovemu nasprotovanju (zaradi »neprimernega« opusa in komunističnega prepričanja) bil priča, Neruda izve za padec Videlovega režima in se vrne v Čile. Mario, ki sedaj dela v kuhinji taščine krčme, pazljivo spremlja novice o Nerudi. Ker ga le ta v intervjujih nikdar izrecno ne omeni, vsi mislijo, da ga je že pozabil, le Mario trdno verjame v nasprotno, občasno razmišlja o preselitvi v Čile in svojega bodočega sina kljub ženinemu nasprotovanju poimenuje Pablito. Čez nekaj let ga Neruda res obišče na otoku, kjer izve, da je bil Mario le nekaj dni pred sinovim rojstvom ubit v neredih na nekem komunističnem shodu, kjer bi moral recitirati svojo pesem, posvečeno Nerudi.

## Glavne vloge
- Massimo Troisi: Mario Ruoppolo
- Philippe Noiret: Pablo Neruda
- Maria Grazia Cucinotta: Beatrice Russo

## Nagrade
Skladatelj Luis Enríquez Bacalov je leta 1995 prejel oskarja za najboljšo izvirno filmsko glasbo. Poleg tega je bil film nominiran še za najboljšo moško glavno vlogo (Massimo Troisi), najboljšo režijo, najboljšo fotografijo in za najboljši prirejen scenarij.